# Thyridosmylus perspicillaris
Thyridosmylus perspicillaris là một loài côn trùng trong họ Osmylidae thuộc bộ Neuroptera. Loài này được Gerstaecker miêu tả năm 1885.